# Луїс Артуро Гонсалес Лопес
Луїс Артуро Гонсалес Лопес (ісп. Luis Arturo González López; 1900–1965) — гватемальський політичний діяч. Член Верховного суду з 1945 до 1951 року. Виконував обов'язки президента країни з липня до жовтня 1957 року.

## Президентство
Прийшов до влади після убивства президента Кастільо Армаса. Роботу його уряду було зосереджено на спробі призначення виборів. Був усунутий від влади в результаті військового перевороту, який очолював Оскар Мендоса Асурдіа.